# Ignacio Rey
Ignacio Rey Helou (Lima, Perú, 15 de octubre de 1999) es un futbolista peruano. Juega de delantero y su equipo actual es Inmaculada Apremasur de la Copa Perú. Es hijo de Alfredo Rey, exfutbolista peruano.

## Trayectoria

### Universitario de Deportes
Jugador nacido de las canteras de Club Regatas Lima. El 2017 llega a Universitario de Deportes club en el que debutó en 2017 bajo el mando de Pedro Troglio. Debutó el 17 de septiembre contra Juan Aurich entrando por Luis Tejada en un partido que ganaron los cremas 2-0. Su padrino del tradicional corte de cabello fue Werner Schuler quien lo conoce desde el colegio.
Luego de que el club crema no pueda contratar Ignacio peleó por el puesto de delantero, sin embargo, Anthony Osorio fue quien se ganó la confianza del técnico. En 2018 jugó 2 partidos completando 22 minutos.
El 22 de marzo fue enviado a préstamo por una temporada a Unión Huaral.

## Clubes
| Equipo                    | País   | Año         |
| ------------------------- | ------ | ----------- |
| Universitario de Deportes | Perú   | 2017 - 2018 |
| Unión Huaral              | Perú   | 2019        |
| Universitario de Deportes | Perú   | 2020        |
| UD Los Llanos de Aridane  | España | 2020        |
| Juan Aurich               | Perú   | 2021        |
| UTC                       | Perú   | 2022        |
| Pirata                    | Perú   | 2023        |
| Deportivo Municipal       | Perú   | 2024        |
| Inmaculada Apremasur      | Perú   | 2025 -      |